# Natal'ja Alekseevna Romanova
Natal'ja Alekseevna Romanova, in russo Ната́лья Алексе́евна? (Mosca, 22 agosto 1673 – San Pietroburgo, 18 giugno 1716), è stata una drammaturga russa, secondogenita dello zar Alessio e della sua seconda moglie, Natal'ja Kirillovna Naryškina, nonché sorella di Pietro il Grande.

## Biografia
Natalia condivise con la madre e il fratello le difficoltà cui andarono incontro durante il periodo della reggenza della loro sorellastra, Sof'ja Alekseevna. Natal'ja era molto vicina al fratello Pietro e ne condivideva il desiderio di riformare la Russia e portarla verso il modello occidentale; si diceva che ella amasse qualunque cosa amasse il fratello e ne supportò tutti i progetti fin dall'infanzia. Durante il suo regno, Pietro ritenne sempre importante informare la sorella dei suoi traguardi e degli affari di Stato e, ogni volta che otteneva una vittoria, ne dava notizia a Natal'ja personalmente o mandava Golovin o Menšikov a farlo.
Natal'ja era giovane quando Pietro il Grande iniziò ad introdurre le sue riforme occidentali e, rispetto alla sorellastra, non le fu difficile adattarsi ai nuovi ideali. La sua posizione guadagnò ulteriore prestigio nel momento in cui Pietro sis separò dalla sua prima moglie, Evdokija Fëdorovna Lopuchina, nel 1698 cosicché Natal'ja si ritrovò ad essere la padrona di casa alla corte del fratello. Fu alla corte di Natal'ja che Pietro incontrò le sue amanti Anisya Kirillovna e Varvara Mikhailovna. Ella non si sposò mai e non sono giunte a noi testimonianze del fatto che Pietro abbia mai tentato di combinare un matrimonio per lei.
Nel 1708 ella si trasferì a San Pietroburgo, ma si spostava spesso a Mosca dal momento che il suo palazzo non era ancora completato (verrà terminato nel 1713). Pietro le regalò la tenuta di Gatčina e vi costruì il primo palazzo per lei. Natalia fondò il primo ospedale di San Pietroburgo nella sua casa. Nel 1706-1707 Natal'ja fondò inoltre il primo teatro russo nella sua casa di Mosca, con attori scelti tra i suoi servitori e quelli di Praskov'ja Fëdorovna Saltykova: il primo teatro pubblico russo venne in seguito fondato seguendo il suo esempio nel 1709. A partire dal 1710 ella organizzò inoltre rappresentazioni teatrali per la corte e la nobilità.
Scrisse inoltre dei pezzi teatrali. Tra questi sono stati confermati come scritti di suo pugno i seguenti:
- Комедия о святой Екатерине (La commedia di Santa Caterina)
- Хрисанф и Дария (Chrysanthus e Dario)
- Цезарь Оттон (Cesare Otto)
- Святая Евдокия (Santa Eudossia)

Nei suoi lavori di drammaturga, Natal'ja portò avanti le idee riformiste del fratello: nelle sue opere infatti le vecchie tradizioni erano comparate negativamente con le riforme.
Essa fu presente alla cerimonia di conversione alla fede ortodossa della sua seconda cognata, Caterina. Nel 1715 ci furono i segni di un peggioramento nelle relazioni tra i due fratelli e Natal'ja andò a visitare la ex cognata Eudossia nel suo esilio.
Natal'jia morì per una gastrite nel 1716; venne sepolta nel cimitero di San Lazzaro del monastero di Sant'Alessandro Nevskij.
Essa è stata ritratta nel romanzo Pietro I di Aleksej Nikolaevič Tolstoj.

## Ascendenza
|                                |                           |                                    | Genitori                   |  |  | Nonni |  |  | Bisnonni                    |  |  | Trisnonni                         |  |
|                                |                           |                                    |                            |  |  |       |  |  | Patriarca Filarete di Mosca |  |  | Nikita Romanovič Zachar'in-Jur'ev |  |
|                                |                           |                                    |                            |  |  |       |  |  | Patriarca Filarete di Mosca |  |  | Nikita Romanovič Zachar'in-Jur'ev |  |
|                                |                           | Varvara Ivanovna Golovina-Khovrina |                            |  |  |       |  |  | Patriarca Filarete di Mosca |  |  |                                   |  |
| Michele I di Russia            |                           |                                    |                            |  |  |       |  |  | Patriarca Filarete di Mosca |  |  |                                   |  |
|                                |                           | Ksenija Ivanovna Šestova           | Ivan Vasil'evič Šestov     |  |  |       |  |  |                             |  |  |                                   |  |
|                                |                           | Ksenija Ivanovna Šestova           | Ivan Vasil'evič Šestov     |  |  |       |  |  |                             |  |  |                                   |  |
|                                |                           | Ksenija Ivanovna Šestova           | …                          |  |  |       |  |  |                             |  |  |                                   |  |
| Alessio I di Russia            |                           | Ksenija Ivanovna Šestova           |                            |  |  |       |  |  |                             |  |  |                                   |  |
|                                |                           | Luk'jan Stepanovič Strešnëv        | Stepan Andreevič Strešnëv  |  |  |       |  |  |                             |  |  |                                   |  |
|                                |                           | Luk'jan Stepanovič Strešnëv        | Stepan Andreevič Strešnëv  |  |  |       |  |  |                             |  |  |                                   |  |
|                                |                           | Luk'jan Stepanovič Strešnëv        | …                          |  |  |       |  |  |                             |  |  |                                   |  |
| Evdokija Luk'janovna Strešnëva |                           | Luk'jan Stepanovič Strešnëv        |                            |  |  |       |  |  |                             |  |  |                                   |  |
|                                |                           | Anna Konstantinovna Volkonskaja    | Konstantin Volkonskij      |  |  |       |  |  |                             |  |  |                                   |  |
|                                |                           | Anna Konstantinovna Volkonskaja    | Konstantin Volkonskij      |  |  |       |  |  |                             |  |  |                                   |  |
|                                |                           | Anna Konstantinovna Volkonskaja    | …                          |  |  |       |  |  |                             |  |  |                                   |  |
| Natal'ja Alekseevna Romanova   |                           | Anna Konstantinovna Volkonskaja    |                            |  |  |       |  |  |                             |  |  |                                   |  |
|                                | Poluekt Ivanovič Naryškin | Ivan Ivanovič Naryškin             |                            |  |  |       |  |  |                             |  |  |                                   |  |
|                                | Poluekt Ivanovič Naryškin | Ivan Ivanovič Naryškin             |                            |  |  |       |  |  |                             |  |  |                                   |  |
|                                | Poluekt Ivanovič Naryškin | …                                  |                            |  |  |       |  |  |                             |  |  |                                   |  |
| Kirill Poluektovič Naryškin    | Poluekt Ivanovič Naryškin |                                    |                            |  |  |       |  |  |                             |  |  |                                   |  |
|                                |                           | …                                  | …                          |  |  |       |  |  |                             |  |  |                                   |  |
|                                |                           | …                                  | …                          |  |  |       |  |  |                             |  |  |                                   |  |
|                                |                           | …                                  | …                          |  |  |       |  |  |                             |  |  |                                   |  |
| Natal'ja Kirillovna Naryškina  |                           | …                                  |                            |  |  |       |  |  |                             |  |  |                                   |  |
|                                |                           | Leontij Dmitrijevič Leont'ev       | Dmitrij Borisovič Leont'ev |  |  |       |  |  |                             |  |  |                                   |  |
|                                |                           | Leontij Dmitrijevič Leont'ev       | Dmitrij Borisovič Leont'ev |  |  |       |  |  |                             |  |  |                                   |  |
|                                |                           | Leontij Dmitrijevič Leont'ev       | …                          |  |  |       |  |  |                             |  |  |                                   |  |
| Anna Leont'evna Leont'eva      |                           | Leontij Dmitrijevič Leont'ev       |                            |  |  |       |  |  |                             |  |  |                                   |  |
|                                |                           | Praskòv'ja Ivanovna Leont'ev       | Ivan Rajevskij             |  |  |       |  |  |                             |  |  |                                   |  |
|                                |                           | Praskòv'ja Ivanovna Leont'ev       | Ivan Rajevskij             |  |  |       |  |  |                             |  |  |                                   |  |
|                                |                           | Praskòv'ja Ivanovna Leont'ev       | …                          |  |  |       |  |  |                             |  |  |                                   |  |
|                                |                           | Praskòv'ja Ivanovna Leont'ev       |                            |  |  |       |  |  |                             |  |  |                                   |  |